# Măderat, Arad
Măderat (în maghiară Magyarád) este un sat ce aparține orașului Pâncota din județul Arad, Crișana, România.

## Geografie

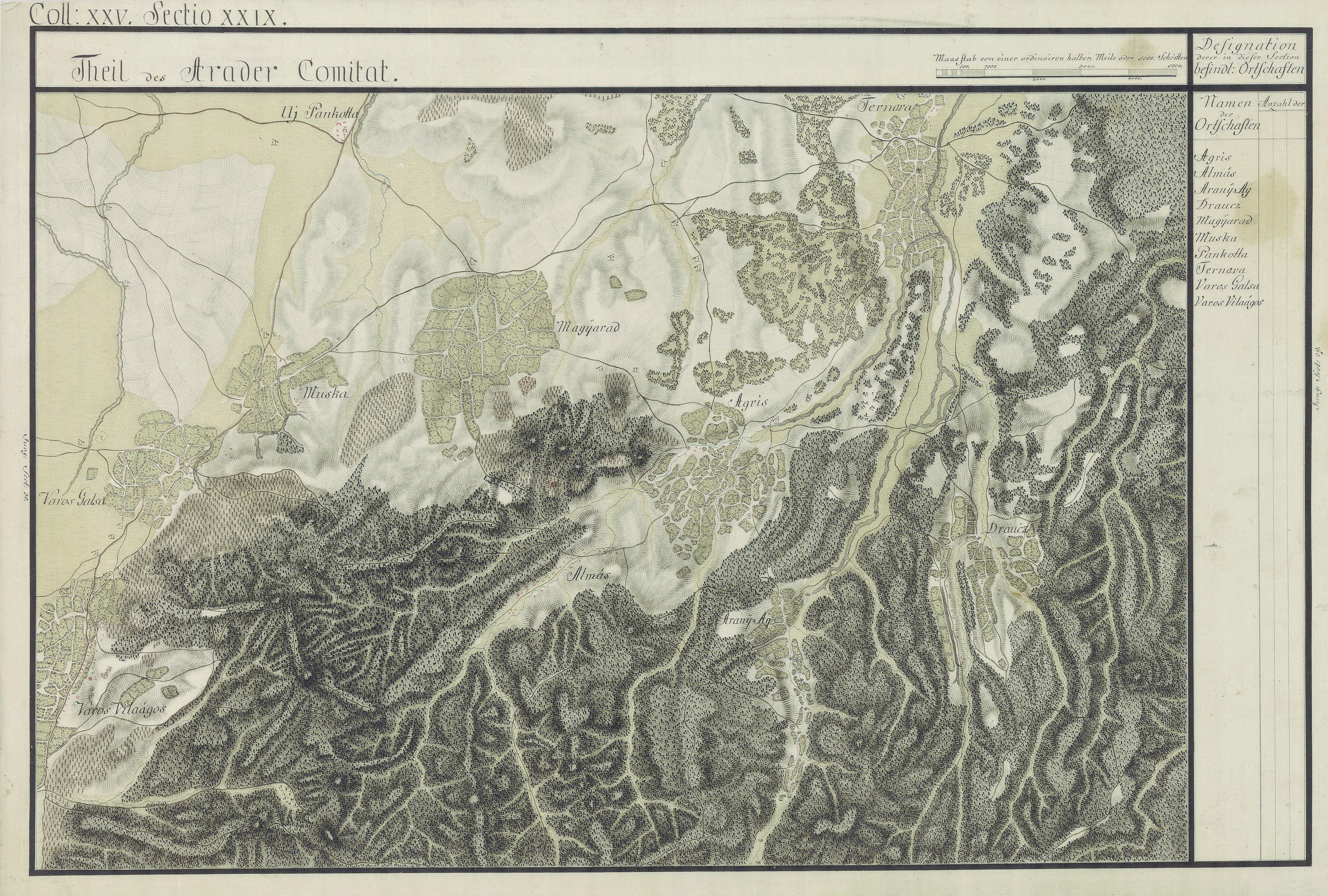
Măderat în Harta Iozefină a Comitatului Arad, 1782-85

### Poziția
Satul Maderat este așezat în partea de vest a României, în vestul Munților Zarandului, pe periglacisul ce îi unește cu Câmpia de Vest, acolo unde “drumul de țară de pe valea Crișului Alb, ajungând în apropierea șesului, la Maghiarat, se despică în două și o parte o ia prin Pâncota spre mijlocul șesului, iar alta apucă spre Șiria ca să înainteze la Arad... ” (Ioan Slavici).
Altitudinea la care se află situată localitatea este de 144-146 m de la nivelul mării. Satul este așezat pe patru coline care se întâlnesc în centrul localității, colinele fiind terasele celor două văi care străbat satul și care, după ce se unesc, pornesc spre Pâncota sub numele de Valea Sodom.
Spre est, Măderat se învecinează cu hotarul comunei Târnova (satele Târnova, 7 km, Agrijul Mare, 5 km), spre vest cu satul Mâsca (3 km), iar spre nord-vest cu orașul Pâncota (2 km). 
Spre nord, aproape de localitate este culmea Târsala, din lanțul vestic al Munților Zarandului iar spre nord-est, Cioaca, numit în vechime Vârvuțul. Până la Arad sunt 32 km, accesul făcându-se pe DJ 792.

### Demografie
Satul are 635 numere de casă, iar la recensământul din 2002 număra 1477 locuitori.

## Istoric
Primele urme de locuire au fost relevate recent de arheologul Ciprian Ardelean în estul satului, la locul numit „Pârâul Agrijului” și constau în locuințe din nuiele lipite cu lut. Urmele materiale ridicate de aici datează din eneolitic (4500-3500 î.Hr) și din epoca timpurie a bronzului (3500-2000 î.Hr.) și constau în dălți din silex, ciocane din piatră, șlefuitor, o zdrobitoare de grăunțe, greutăți pentru războiul de țesut vertical. S-au găsit și microlite din obsidian, rocă vulcanică care nu se găsește în zonă, ceea ce denotă un schimb de produse cu alte comunități.
În perioada stăpânirii romane, cu toate că limesul roman era mult spre sud-vest, aici se semnalează urme de locuire romană. În secolul al XVIII-lea, din locul unde este astăzi casa cu numărul 431, au fost ridicate și duse la muzeul din Budapesta numeroase statui de factură romană, iar în anul 1856 este semnalat la Comitatul Arad un document unde este menționată denumirea localității sub numele Media rata legiones, facându-se trimitere la o inscripție romană.
Prima atestare documentară este diploma din anul 1214 dată de regele Andrei al II-lea al Ungariei, unde satul Mager, alături de alte localități, era obligat a da decimă din vin capitulului din Vác. Conform istoricului maghiar Alexandru Márki (Arad megye ės város törtenete, vol II, p.II), in vechime satul era alcătuit din două părți: orașul, aflat în partea de sus a așezării de azi și care purta numele de Boros Megyer și satul, numit simplu Megyer, aflat în partea de nord-est, pe locul numit astăzi Săliște, unde până astăzi s-a păstrat toponimicul “la bisericuță” probabil locul unde atunci a fost biserica acelei așezări.
Satul Măderat a aparținut domeniului cetății Șiria, urmând, în timp, destinul istoric al acesteia. În anul 1412 a intrat în posesia lui George Brancovici, despotul Serbiei, ca urmare a donației făcute de către regele Sigismund al Ungariei. Urmează stăpânirea lui Ioan Corvin de Hunedoara, iar apoi intră în stăpânirea regilor Ungariei. După preluarea controlului asupra Transilvaniei de către Imperiul Otoman, turcii donau – temporar – la diferiți nobili credincioși domenile cucerite. La 1561 Boros Megyer era în proprietatea a zece nobili, apoi a principelui Andrei Bathory. Împreună cu cetatea Șiriei va fi facut parte din posesiunile lui Mihai Viteazul.
După alungarea turcilor de către austrieci, toate posesiunile au intrat în proprietatea coroanei habsburgice și a câtorva nobili care au putut dovedi că au fost proprietari. Nu a fost cazul Măderatului, pentru care neprezentându-se niciun proprietar de drept, erariul a ținut satul în proprietatea sa, iar sub Carol al VI-lea a fost donat, cu tot ținutul, Principelui de Modena (11 decembrie 1732). În urma unor conflicte cu Maria Terezia (1740-1780), ducele de Modena a renunțat la domeniu, acesta redevenind posesiune erarială.
Sub Francisc I (1780–1790), domeniul a fost împărțit și donat mai multor demnitari, Maderatul intrând în posesia baronului Dietrich, de la care a fost moștenit de ginerele acestuia, prințul Syulkowszky.
Sub Maria Terezia satul a fost strămutat pe locul actual, cu străzi trasate geometric. În timpul stăpânirii baronului Dietrich, se face un schimb de terenuri cu comuna Pâncota, prin acest schimb măderatanii pierzând o parte din moșia satului. Atunci li s-a promis sătenilor că li se va zidi școală, casă comunală și poduri peste văile din comună. Aceste promisiuni nu au fost respectate și sătenii au intentat un proces stăpânului domeniului, proces care a durat mulți ani și care s-a încheiat cu victoria sătenilor, în 1872, ei fiind reprezentați de avocatul Grigore Venter. Cu despăgubirea primită, a fost zidit un corp de școală (1884), au fost cumpărate acțiuni la societatea trenului Arad-Cenad, iar în 1894 a fost zidită Casa satului (azi Căminul cultural, dispensarul uman și sediul unei asociații agricole) și au fost construite cele 4 poduri din piatră peste văile din intravilan și cele două similare din extravilan.
Până în 1953 Măderatul a fost comună. În 1954 localitatea a intrat în administrarea comunei Mâsca, iar din 1968 este sat ce aparține orașului Pâncota.